# Aprophata eximioides
Aprophata eximioides es una especie de escarabajo longicornio del género Aprophata, subfamilia Lamiinae. Fue descrita científicamente por Breuning en 1961.
Se distribuye por Filipinas. Mide 12-13 milímetros de longitud.